# Acacia robynsiana
Acacia robynsiana é uma espécie vegetal da família Fabaceae.
Apenas pode ser encontrada na Namíbia.